# Naval Reactors
Naval Reactors (NR) est un terme générique pour le bureau du gouvernement américain qui a la responsabilité globale du programme de propulsion nucléaire navale de la marine des États-Unis. Une entité unique qui a l'autorité et les responsabilités hiérarchiques au sein de du département de la Marine des États-Unis (Naval Sea Systems Command (en), chef des Opérations navales) et du département de l'Énergie des États-Unis.

## Directeurs
| Début             | Fin               | Directeur                      |
| ----------------- | ----------------- | ------------------------------ |
| février 1949      | 1er février 1982  | Admiral Hyman G. Rickover      |
| 1er février 1982  | 22 octobre 1988   | Admiral Kinnaird R. McKee      |
| 22 octobre 1988   | 27 septembre 1996 | Admiral Bruce DeMars           |
| 27 septembre 1996 | 5 novembre 2004   | Admiral Frank "Skip" Bowman    |
| 5 novembre 2004   | 2 novembre 2012   | Admiral Kirkland H. Donald     |
| 2 novembre 2012   | 14 août 2015      | Admiral John M. Richardson     |
| 14 août 2015      | 10 janvier 2024   | Admiral James F. Caldwell, Jr. |
| 10 janvier 2024   | actuel            | Amiral William J. Houston      |